# CSS Virginia
«Віргі́нія», «Вірджи́нія» (англ. Virginia) — перший великий панцерник флоту Конфедеративних Штатів Америки під час Громадянської Війни.
«Віргінія» була перебудована із захопленого жителями півдня парового фрегата USS Merrimack. Саме під цією, а не під даною йому жителями півдня, назвою цей панцерник фігурував у перших повідомленнях про сам корабель і у битві за його участі, які виходили від американського федерального уряду і розійшлися по всьому світу. Хоча згодом і стала відома справжня назва корабля, дана йому після перебудови, у багатьох джерелах (як американських, так і, наприклад, радянських) він фігурував саме під початковим позначенням — як «Меррімак».
Корабель брав участь у знаменитій битві на Гемптонському рейді, в ході якого завдав тяжкої шкоди дерев'яним кораблям жителів півночі, але був зупинений американським баштовим панцерником USS Monitor. Після безрезультатного бою обидва панцерника розійшлися, не зумівши нанести один одному значного збитку. Після цього «Віргінія» брала участь ще в декількох незначних операціях, але більше не зустрічалася з супротивником. У травні 1862 року, після того, як жителі півдня були змушені залишити Норфолк, «Віргінія» була знищена через неможливість евакуації.

## Історія

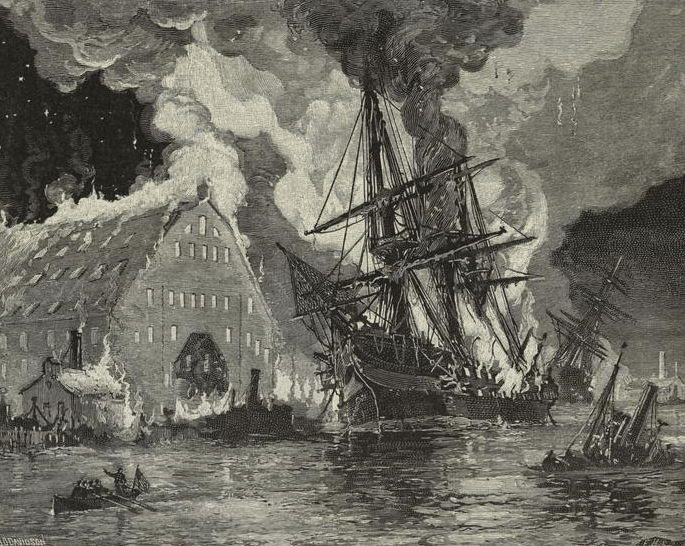
Спалення фрегата USS «Меррімак» — пізніше переробленого на CSS «Віргінія»

На самому початку Громадянської Війни в США, військами конфедератів була захоплена одна з основних баз американського військового флоту — Норфолк в штаті Віргінія. Не маючи можливості утримувати базу на ворожій території, і не бажаючи, щоб вона потрапила до рук заколотників-«діксі», комендант бази віддав наказ спалити кораблі, які стояли в резерві на верфі. Серед приречених на знищення бойових кораблів, найціннішим був великий гвинтовий фрегат USS «Merrimack», новітньої будови. Намагаючись врятувати корабель і вивести його з Норфолка, механіки фрегата зуміли запустити двигуни, але віргінські «діксі» блокували фарватер затопленими баржами. Не маючи можливості врятувати «Меррімак», екіпаж вирішив його знищити. 20 квітня «Меррімак» був підпалений командою і вигорів до ватерлінії; кістяк фрегата пізніше був затоплений.
Захопивши Норфолк, конфедерати негайно зайнялися розчищенням бази і верфі. Кістяк «Меррімака» був піднятий 30 травня, і поміщений в єдиний вцілілий сухий док. Огляд корпусу показав, що хоча вище ватерлінії фрегат вигорів повністю, його підводний корпус був все ще в доброму стані, а машина справна.
Жителі півдня, які не мали на початку конфлікту власного флоту, дуже скоро почали відчувати на собі дію переваги північан на морі. Через те, що Південь був повністю аграрною країною, Конфедерація майже не мала власної промисловості; щоб постачати озброєння і боєприпаси до своєї армії, вона була змушена завозити їх через кордон. Флот федералів, блокував основні порти Півдня, що серйозним чином ускладнило становище жителів півдня — тепер зброю і боєприпаси доводилося провозити через блокаду контрабандою, у невеликих кількостях і за дуже високими цінами. Все це серйозним чином позначалося на становищі Конфедерації.
Конфедерати розуміли, що не маючи адекватної промисловості і майже не маючи навчених моряків, вони не зможуть ніколи змагатися з федералами у кількості кораблів. Їх єдиним шансом було спробувати перевершити жителів півночі, будуючи кораблі якісно нового (на той момент) типу — панцерники. У цьому плані, захоплений «Меррімак» був надзвичайно цінний для жителів півдня, так як його справна машина і цілий підводний корпус дозволяли швидко перебудувати його в панцерний корабель. Конфедерати сподівалися, що за допомогою панцерників вони зможуть розгромити дерев'яні кораблі північан, і прорвати блокаду своїх портів.
11 липня 1861 року Стівен Меллорі, конфедеративний секретар з військово-морських справ, розпорядився відновити «Меррімак» як панцерник. Два проекти перебудови корабля були підготовлені лейтенантом Джоном Мерсером Бруксом і лейтенантом Джоном Л. Портером; у результаті був обраний проект Брукса, але основні креслярські роботи виконав більш досвідчений в інженерних справах Портер. Роботи на «Меррімаці» — перейменованому на честь штату у «Віргінію» — почалися влітку 1861 року.

## Конструкція

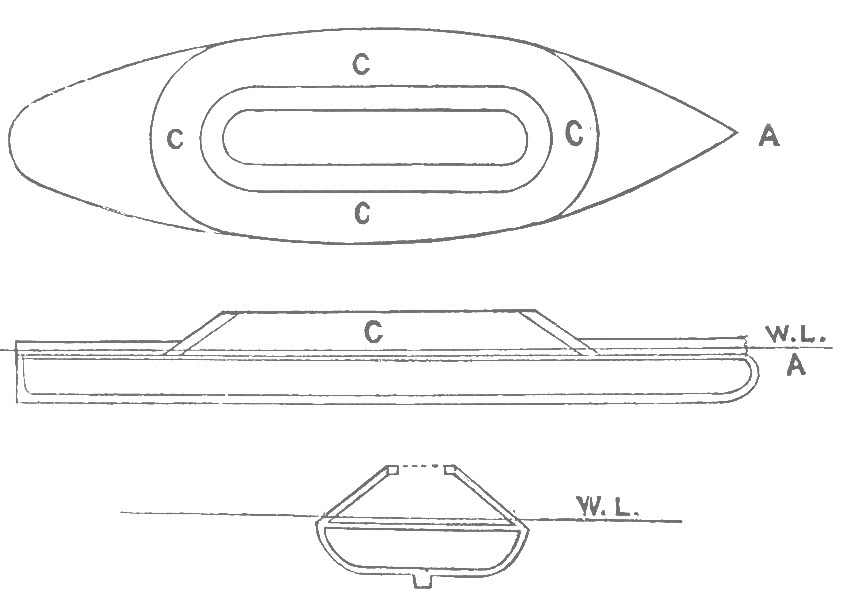
Попередній ескіз «Віргінії», 1861

У ході робіт, обгорілі залишки надводного борту колишнього «Меррімака» були зрізані до рівня нижче ватерлінії; таким чином, весь основний корпус корабля знаходився під водою. На головній палубі «Віргінії» був надбудований великий чотирикутний каземат з закругленими краями, в якому повинні були стояти гармати. Корма була перероблена, щоб краще захищати від навісного вогню єдиний гвинт; для поліпшення мореплавства, в носовій частині «Віргінії» встановили V-подібний фальшборт.
При нормальному завантаженні, весь основний корпус панцерника ховався під водою. Над поверхнею виступали тільки масивний каземат і фальшборт в носовій частині. Єдина труба «Віргінії» розташовувалася в центрі каземату. Конічної форми рубка рульового була змонтована в передній частині даху каземату і була, фактично, продовженням його стінок.
Повна водотоннажність «Віргінії» склала 4000 тонн, що майже на 800 тонн перевищувало водотоннажність колишнього «Меррімака». Довжина її становила 83,8 метра, ширина — 15,6 метрів, осадка — 6,4 метра.

### Озброєння
Все артилерійське озброєння «Віргінії» розташовувалося в захищеному бронею казематі на палубі. У кожній закругленій частині каземату було прорізано по три гарматних порти — один прямо по центральній лінії корабля, і по одному з кожного борту, які були спрямовані в сторони під кутом у 45 градусів від центральної лінії. Ці порти передбачалося закривати зовнішніми поворотними віконницями. У бічних стінках каземату було прорізано по чотири гарматних порти з кожного борту. Але до моменту введення корабля до складу флоту, віконниці для них встановити не встигли.
У носовому і кормовому краях каземату, на поворотних установках, було встановлено по одній 178-міліметровій нарізній дульнозарядній гарматі Брукса на центральному штирі. Ці гармати були виготовлені на підставі захоплених заготовок для гладкоствольних гармат Дальгрена; завершені конфедератами як нарізні гармати, вони стріляли 47-кілограмовими снарядами. Завдяки поворотній установці, кожна з цих гармат могла використовувати всі три порти зі свого краю каземату.
Бортовий залп «Віргінії» складався з двох менших 163-міліметрових нарізних гармат Брукса, і чотирьох трофейних 229-міліметрових гладкоствольних гармат Дальгрена. Останні були менш точні і далекобійні ніж нарізні гармати, але зате були більш надійні і прості в експлуатації. Додатково, на даху каземату «Віргінії» стояли дві легкі 12-фунтові гармати, призначені для стрільби картеччю по палубах ворожих кораблів.
Інженери конфедератів знали, що федерали дадуть відповідь на «Віргінію» своїми власними панцерниками і розуміли необхідність пристосувати корабель для боротьби з ними. Так як артилерійське озброєння «Віргінії» не змогло б завдати істотної шкоди аналогічно захищеному панцернику (враховуючи, що «Віргінію» проектували протистояти саме такий артилерії), а отримати більш важкі гармати було в той час неможливо, було вирішено оснастити «Віргінію» тараном. Таран являв собою масивний стрижень, відлитий з чавуну, і вставлений у форштевень «Віргінії»; оскільки значно перебудовувати форштевень південці побоювалися, таран був закріплений слабо і міг легко відвалитися.

### Броньовий захист
Броньовий захист «Віргінії» було виготовлено з прокатаних залізничних рейок. Оскільки більша частина корпусу корабля перебувала під водою, найбільш захищеним елементом конструкції був каземат. Побудований з дуба і сосни, каземат мав товщину стінок 610 міліметрів; зовні, він був обшитий двома шарами кованих залізних плит, товщиною 51 міліметр кожна. Загальна товщина броньового захисту, таким чином, становила 102 міліметри, але на практиці, опірність двох шарів плит була нижче, ніж у суцільної плити рівної товщини. Щоб поліпшити стійкість каземату проти снарядів, конфедерати розташували його стінки під кутом у 36 градусів від горизонталі.
Поза казематом, дерев'яна палуба «Віргінії» була захищена двома шарами 51 міліметрових залізних плит, загальною товщиною в 102 міліметри. Оскільки борти корабля постійно перебували під водою, вони піддавалися значно меншій загрозі, і були обшиті єдиним шаром плит 51 міліметрової товщини. Броньова рубка була захищена так само, як і каземат.
В цілому, захист «Віргінії» відповідав вимогам часу. Найбільш поширені в той період 200-мм і 229-мм морські гладкоствольні гармати не могли пробити її навіть з невеликої відстані. Однак, до того моменту, коли «Віргінія» вступила в лад, на озброєння флоту федералів почали надходити нові 280-мм і 380-мм гармати Дальгрена і Родмана, які вважалися достатньо сильними, щоб пробити її броню.

### Силова установка
Силова установка «Віргінії» залишилася такою ж, як і на колишньому «Меррімаці»; дві горизонтальні зворотно-поступальні парові машини працювали на єдиний дволопатевий гвинт. Повна потужність силової установки становила 1200 кінських сил.
Головною проблемою силової установки «Віргінії» була її сильна зношеність. «Меррімак» перед спаленням був поміщений на верф як раз для заміни зношеного двигуна, але почати не встигли. Слабка промисловість конфедератів не могла замінити двигуни, і в результаті, силова установка «Віргінії» працювала дуже ненадійно, втрачала потужність і не могла рухати перевантажений корпус корабля. Швидкість «Віргінії» не перевищувала 5-6 вузлів (менше половини від максимальної швидкості «Меррімака») навіть в ідеальних умовах. На практиці ж, швидкість конфедеративного панцерника рідко коли перевищувала 2-3 вузли.
Іншою проблемою була погана маневреність «Віргінії». Корпус, який майже повністю перебував під водою, створював сильний опір при маневрі, а збільшена водотоннажність тільки посилила проблему. Радіус повороту «Віргінії» становив понад 1,6 кілометра, а на повний розворот панцерник витрачав майже 45 хвилин.

## Служба

### Битва на Гемптонському Рейді

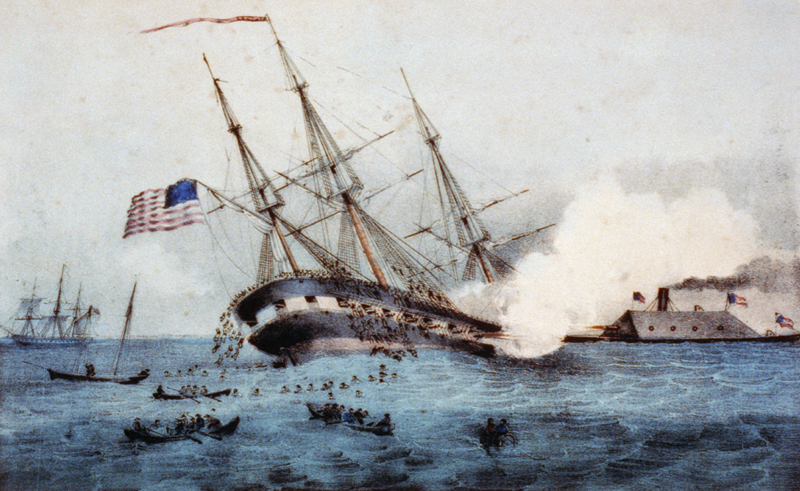
«Віргінія» таранить «Камберленд»

8 березня, «Віргінія» в компанії двох невеликих канонерок вийшла з Норфолку, і атакувала федеральні блокадні сили на Гемптон-Роудс. Федеральний флот, який складався виключно з дерев'яних вітрильних і гвинтових кораблів, виявився не здатний що-небудь протиставити панцернику; залпи гармат федералів просто відскакували від броні. На початку бою, «Віргінія» таранила і потопив великий вітрильний шлюп USS «Камберленд»; корабель, який потопав, боровся до останнього, але не зміг перемогти броньованого противника. Однак, потоплення «Камберленда» не пройшло для «Віргінії» безслідно: при ударі, її слабо закріплений таран відламався, а артилерійський вогонь сильно пошкодив трубу панцерника, знизивши його і без того невеликий хід.
Після цього, «Віргінія» попрямувала до великого вітрильного шлюпу USS «Конгрес». Ухиляючись від тарану (який вже відломився, але федерали про це не знали), капітан «Конгресу» поставив корабель на мілину. Користуючись нерухомістю свого опонента, «Віргінія» зайняла позицію прямо по кормі «Конгресу» і почала його розстрілювати бортовими залпами, в той час як жителі півдня могли відповідати їй тільки нечисленними кормовими гарматами.
Після години нерівного бою, кормові гармати «Конгресу» були розбиті, і він, не маючи більше можливості чинити опір, був змушений здатися. Гірше того, гвинтові фрегати «Роанок» і «Міннесота», які йшли на допомогу жителям півночі наскочили на мілину і опинилися в безпорадному становищі. Покінчивши з «Конгресом», «Віргінія» збиралася атакувати «Міннесоту», але через початок відпливу і настання сутінків, конфедерати не зважилися ризикувати броненосцем на мілководдях Гемптон-Роудс і відступили, збираючись продовжити битву на наступний день.

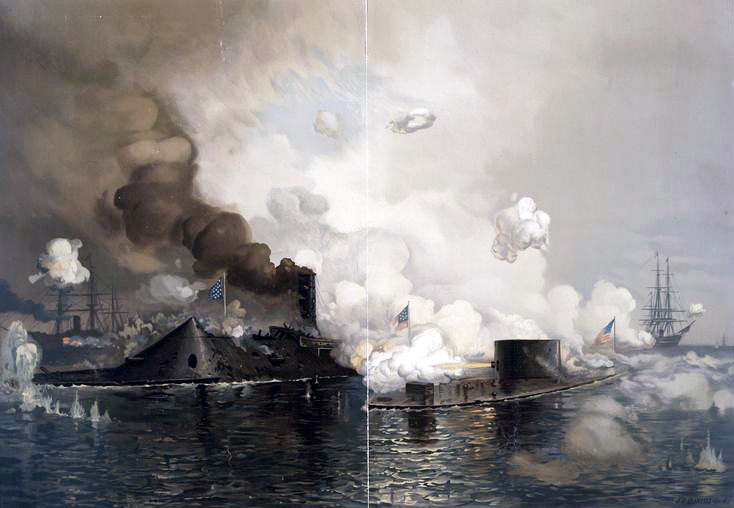
«Монітор» проти «Віргінії»

9 березня, «Віргінія» повернулася на Гемптон-Роудс, маючи намір покінчити з «Міннесотою». Однак, її очікував гідний супротивник — федеральний панцерник USS «Монітор», баштовий корабель з низьким бортом, спроектований Джоном Ерікссоном. Між панцерниками відбулася перша в історії дуель; при цьому, артилерія обох кораблів виявилася нездатна нанести збитки опоненту.
В ході цієї дуелі, виявилися головні недоліки «Віргінії»; її низька швидкість і неповороткість. Маленький маневрений «Монітор» мав перевагу над своїм незграбним опонентом, легко ухиляючись від спроб тарану з боку «Віргінії». В кінцевому підсумку, правда, конфедератам посміхнулася невелика удача — снаряд, який потрапив в рубку «Монітора», поранив його капітана через оглядові щілини, і через це виникло замішання, федеральний панцерник тимчасово відступив. «Віргінія», втім, не стала чекати його повернення і відступила; боєприпаси у конфедератів закінчувалися, зношена силова установка працювала все гірше і в корпусі розкрилися нашвидкуруч закладені течі, тому продовження битви було не в їх інтересах.

### Подальші операції
Відремонтована у Норфолку, «Віргінія» приготувалася до нових дій. На початку квітня, вона в супроводі кількох дерев'яних канонерських човнів знову вийшла на Гемптон-Роудс, в надії дати жителям півночі ще один бій. Її колишній опонент — USS «Монітор» — як і раніше знаходився в Гемптон-Роудс. 11 квітня, «Віргінія» підійшла до форту Монро, викликаючи «Монітор» на бій; її гармати були тепер споряджені бронебійними снарядами і жителі півдня розраховували, що зможуть добитися успіху.
Однак, бій як такий не відбувся. «Віргінія» випустила кілька снарядів з дуже великої дистанції (безрезультатно), «Монітор» відповів вогнем, але не став залишати свою захищену позицію. Федерали не хотіли ризикувати без зайвої необхідності; вони розуміли, що «Монітор» є їх єдиною противагою «Віргінії», і якщо він буде виведений з ладу, конфедеративний панцерник легко переможе дерев'яні кораблі. У свою чергу, жителі півдня також не відважились атакувати федеральні кораблі, захищені потужними батареями форту Монро, і відступили.
Надалі, положення на Гемптонському Рейді залишалося в нестійкій рівновазі. Кожна із сторін не хотіла ризикувати своїм єдиним панцерником без потреби, і намагалася заманити ворога в пастку, щоб дати йому бій на сприятливих для себе умовах. В результаті, «Віргінії» так і не вдалося взяти участь у бойових діях; в тих ситуаціях, коли вона була готова дати бій, федерали уникали бою, а в тих ситуаціях, коли жителі півночі були готові дати бій, уникали бою конфедерати.
Наприкінці квітня, федеральний флот на Гемптон-Роудс був посилений новим панцерним корветом USS Galena, і панцерним куттером митної служби «Нагатук». Баланс сил остаточно змінився на користь федералів; маючи проти себе трьох панцерних супротивників, «Віргінія» більше не ризикувала виходити з гавані. Останньою незначною дією, в якій брала участь «Віргінія», був вихід у море 8 травня 1862 року, коли федеральна ескадра у складі «Монітора» і чотирьох інших кораблів обстріляла берегові батареї конфедератів на вході в річку Джеймс. Побачивши «Віргінію», федерали почали повільно відступати, сподіваючись виманити її на відкриту воду, але цього разу «Віргінія» відмовилася прийняти бій, і давши попереджувальний залп, відступила.

### Знищення

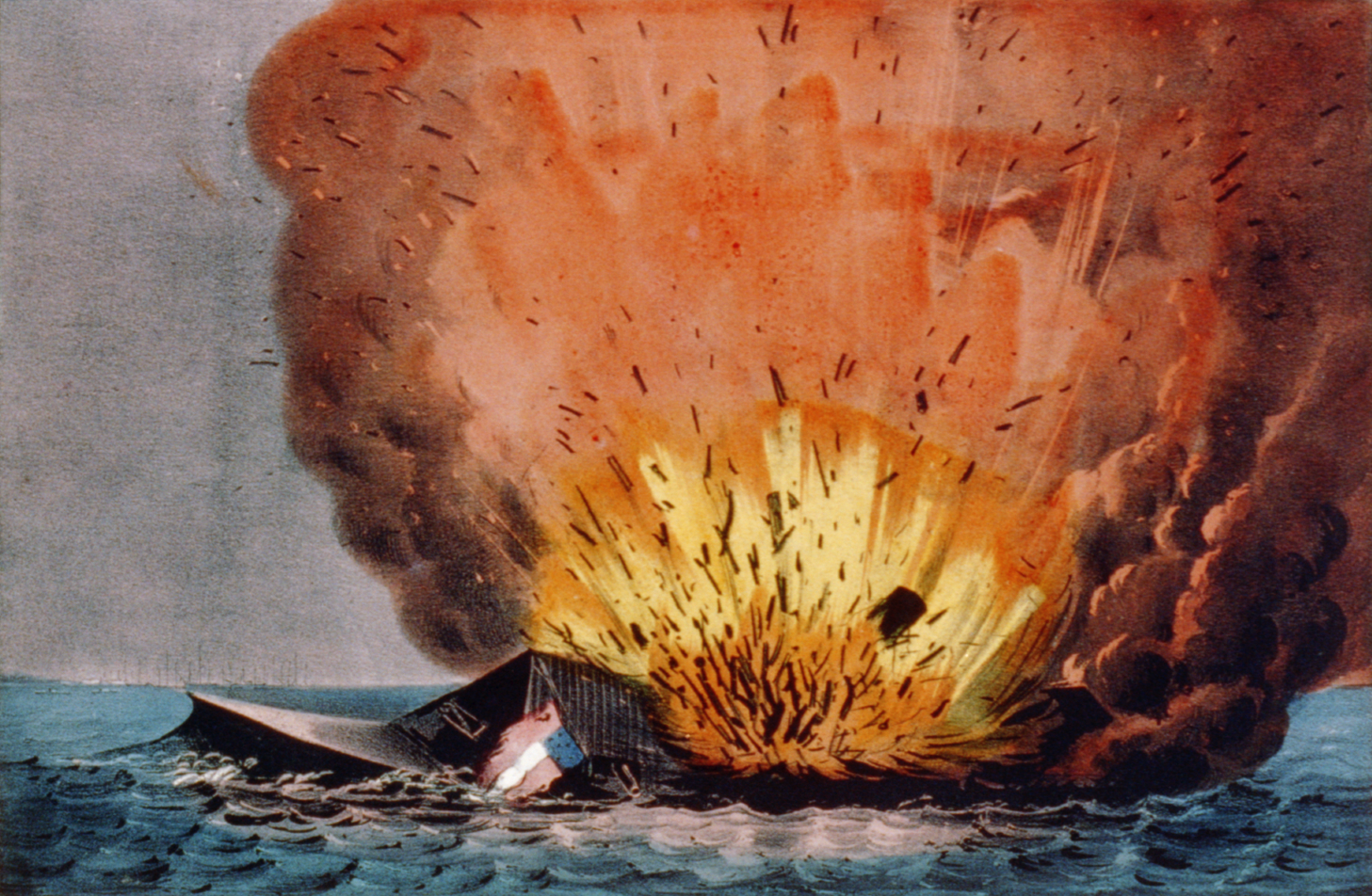
Вибух залишеної командою «Віргінії» 11 травня 1862 року біля острова Крані

10 травня 1862 року, війська жителів півночі взяли Норфолк. З падінням міста, «Віргінія» опинилася без своєї єдиної бази. Осадка панцерника не дозволяла йому піднятися вище по річці Джеймс, до території, яку все ще контролювали конфедерати. Перехід морем в інший порт також був неможливий; навіть якщо б «Віргінії» вдалося якимось чином прорватися повз три панцерні і безлічі дерев'яних кораблів ескадри федералів, вона не мала навіть мінімально необхідної здатності до морських переходів, і пішла б на дно при будь-якому хвилюванні.
Намагаючись врятувати найсильніший корабель Конфедерації, екіпаж «Віргінії» зробив відчайдушну спробу розвантажити панцерник, щоб він зміг піднятися по річці Джеймс. З «Віргінії» зняли все озброєння, боєприпаси і вугілля, частково демонтували броню; однак, осадка панцерника лишалася надто великою. Не маючи іншого виходу, екіпаж вирішив спалити «Віргінію»; ця задача була покладена на лейтенанта Джонса, останню людину, яка покинула броненосець. 11 травня, біля острова Крані, пожежа дістався до порохових погребів залишеної екіпажем «Віргінії», і перший панцерник Конфедерації вибухнув і затонув.
На даний час якір, прапор та інші деталі «Віргінії» є частиною експозиції музеїв.

## Оцінка проекту
Корабель був імпровізацією, яку побудували в умовах дефіциту ресурсів на основі наявного корпусу, «Віргінія» являє собою певну складність для оцінки. Її єдиний бій з «Монітором» закінчився безрезультатно багато в чому за рахунок неготовності обох сторін до бою; у той же час, вона досить добре показала себе проти дерев'яних кораблів.
Головною — критичною — проблемою «Віргінії» була її дуже низька маневреність і мала швидкість. «Віргінія» витрачала багато часу на повороти, переміщалася повільно, і ворожий корабель, який володів свободою ходу, міг легко ухилитися від її атаки. Як наслідок, єдиними жертвами конфедеративного панцерника стали два вітрильних шлюпа — які не володіли свободою маневру і не були здатними ухилитися. Враховуючи значну осадку панцерника, його мала маневреність в умовах мілководного Гемптон-Роудс вкрай ускладнювала дії «Віргінії».
Озброєння «Віргінії» відповідало вимогам бою проти дерев'яних кораблів; однак, воно абсолютно не підходило для перестрілки з панцерниками. Навіть з бронебійними снарядами, гармати конфедератів навряд чи володіли достатньою пробивною силою, щоб вразити «Монітор»; таран «Віргінії»  через дуже низьку маневреність було важко використовувати.
В цілому, «Віргінія» не викликала якогось особливого інтересу з технічної точки зору і не породила скільки-небудь помітного наслідування в масштабі світового кораблебудування. Своєю популярністю цей корабель зобов'язаний головним чином пов'язаним з ним унікальним обставинам — як перший панцерник, який вступив в бій з рівним собі противником (проти берегових укріплень панцерні кораблі використовувалися ще під час Кримської війни), а також завдяки активній популяризації в американських мас-медіа та науково-популярній літературі. Його присутність у Норфолку, нехай і недовго, істотно вплинула на перебіг Громадянської Війни в США; аж до кінця квітня, федерали не могли діяти на річці Джеймс, страхаючись, що «Віргінія» відріже їм шлях до відступу.

## Зноски
1. ↑  Крім того через таран, який відламався у носі «Віргінії» виникла небезпечна теча.
2. ↑  «Монітору» було направлено наказ йти до Чесапікської затоки для захисту Вашингтону від можливого нападу «Віргінії», проте командир блокадного ескадрону наказав його ігнорувати і залишив баштовий панцерник для захисту Гемптон-Роудс.
3. ↑  «Віргінія» взагалі не мала бронебійних снарядів для своїх гармат, які до того ж були слабкими. Гармати «Монітора» технічно могли пробити броню «Віргінії», але не впевнені у надійності цих гармат офіцери не наважилися заряджати повними зарядами.